# Handelspolitik
Die Handelspolitik ist ein Teilbereich der staatlichen Wirtschaftspolitik, der sich mit allen Rechtsnormen und Maßnahmen befasst, die den Umfang und die Richtung des Handels (Außenhandel und Binnenhandel) eines oder mehrerer Staaten betreffen.

## Allgemeines
Die Handelspolitik setzt sich aus der Außenhandels- und Binnenhandelspolitik zusammen. Zur Handelspolitik zählen einerseits alle Maßnahmen zur Förderung des internationalen Handels und internationalen Kreditverkehrs wie z. B. der Abschluss von Handelsabkommen, die Bildung von Freihandelszonen, die Errichtung einer Zollunion, Schaffung eines freien Kapitalverkehrs, aber auch Maßnahmen, die der Anbahnung von Außenhandelsgeschäften dienen wie die Förderung von Auslandsmessen. Im weitesten Sinne kann man auch die Integrationspolitik als Spielart der Handelspolitik verstehen. Andererseits zählen dazu auch Maßnahmen des Protektionismus, mit denen versucht wird, in Abkehr vom Ideal des Freihandels den Außenhandel gezielt im Interesse bestimmter Sektoren oder Produzenten zu beeinflussen. Oft wird die Bedeutung von Handelspolitik auf diesen zweiten Sachverhalt eingeengt. Auch die Binnenhandelspolitik gehört zur Handelspolitik und soll die wirtschaftlichen Austauschbeziehungen zwischen Wirtschaftssubjekten im Inland regeln.

## Instrumente der strategischen Handelspolitik

### Tarifäre Maßnahmen
Zölle sind das klassische Instrument der strategischen Handelspolitik. Je nach ihrer Begründung unterscheidet man:
- Schutzzölle: Der Zoll dient dem Schutz heimischer Anbieter.
- Erziehungszölle: Der Zoll soll einer im Aufbau befindlichen Industrie solange Schutz gewähren, bis diese auf dem Markt wettbewerbsfähig ist. Er ist idealerweise degressiv gestaltet, d. h., er wird in dem Maße reduziert, wie die Wettbewerbsfähigkeit der geschützten Industrie steigt.
- Finanzzölle: Der Zoll dient allein der Erzielung staatlicher Einnahmen.
- Antidumping- und Retorsionszölle: Der Zoll dient dem Ausgleich von Nachteilen, die durch Dumping durch ausländische Anbieter oder durch Subventionen durch eine ausländische Regierung entstanden. Diese Form von Zöllen ist nach den Regeln der WTO zulässig, sofern dort das Vorliegen einer Schädigung festgestellt wurde.

Exportsubventionen werden von einem Staat gewährt, um die Ausfuhren bestimmter Güter zu fördern.
In der Wirkung ähnlich wie Subventionen ist das Dumping. Darunter versteht man den Verkauf von Waren im Ausland zu einem Preis, der niedriger ist als die Herstellungskosten bzw. deutlich unter dem Preis liegt, zu dem ein Hersteller sein Produkt z. B. auf seinem Heimatmarkt absetzt. Dumping stellt allerdings nur dann ein handelspolitisches Instrument dar, wenn es durch staatliche Maßnahmen ermöglicht wird. Häufig ist es auch Ausdruck einer Unternehmensstrategie.
Sonderformen sind das partielle - d. h. einige Güter betreffende - oder völlige Verbot des Handels mit bestimmten Ländern (Embargo). Dies gilt z. B. für die Ausfuhr von Kriegswaffen oder Güter, die der Herstellung von Waffen dienen können. In Deutschland ist dies im Außenwirtschaftsgesetz geregelt. Ein völliges Verbot des Handels mit einem Land erfolgt in der Regel aus politischen Gründen, zumeist auf Beschluss der UNO (z. B. Embargo gegen den Irak).

### Nicht-tarifäre Maßnahmen
Als nicht-tarifäre Handelshemmnisse, auch Grauzonenmaßnahmen genannt, bezeichnet man alle Versuche, durch Vorschriften außerhalb des Außenhandelsrechtes ausländischen Anbietern den Marktzugang zu erschweren. Dazu zählen z. B.
- Kontingente sind mengenmäßige Beschränkungen, die ein Staat für die Einfuhren bestimmter Güter, in selteneren Fällen auch der Ausfuhren verhängt.
- Kennzeichnungspflichten: Die Bezeichnung Made in Germany war ursprünglich von Großbritannien erdacht worden, um deutsche Waren von heimischen deutlich zu unterscheiden.
- Besondere technische Normen und Zulassungsprozeduren.
- Gesetzliche Erfordernisse, auf die nur inländische Hersteller Patente besitzen, z. B. CO2-Messung im Innenraum eines Autos.
- Diskriminierende Maßnahmen bei der Zollabwicklung
- Androhung von handelspolitischen Maßnahmen: Oft lassen sich ausländische Anbieter bereits durch Androhung eines Zolls dazu bewegen, entweder ihre Preise zu erhöhen oder die Importmenge zu beschränken, z. B. Selbstbeschränkungsabkommen abzuschließen.
- Anforderungen an die Qualifikation von Dienstleistungsanbietern: Zum Beispiel durften vor Inkrafttreten einer entsprechenden EU-Regel deutsche Ingenieure mit Fachhochschulabschluss in Frankreich keine Baustelle leiten, was deutschen Baufirmen den Marktzugang erschwerte.

Hinzu können etwaige nichtstaatliche Handelsbarrieren kommen. Hierzu gehören z. B. das Konsumverhalten („buy national“), kulturelle Gewohnheiten der Verbraucher oder undurchsichtige Eigenheiten des nationalen Wettbewerbs (etwa im Großhandel).
In dem Maße, wie tarifäre Hemmnisse durch internationale Abkommen des GATT bzw. der WTO an Bedeutung verloren haben, waren nicht-tarifäre Hemmnisse auf dem Vormarsch.

## Internationale Regeln zur Handelspolitik
Die internationale Zusammenarbeit auf dem Gebiet der Handelspolitik und die Schlichtung von Streitigkeiten waren bis 1994 im 1947 gegründeten Allgemeinen Zoll- und Handelsabkommen (GATT) geregelt. In seinem Rahmen wurden bis 1994 in acht Welthandelsrunden ein deutlicher, weltweiter Abbau der Zölle erreicht. 1995 wurde es abgelöst durch die Welthandelsorganisation WTO, in der zum Teil das alte GATT weiter lebt, das aber auch Regeln für den internationalen Handel mit Dienstleistungen GATS und internationale Regeln für den Umgang mit geistigen Eigentum TRIPS enthält. Früher das GATT und heute die WTO sind auch Adressaten, falls sich ein Land durch ein anderes beim Außenhandel benachteiligt fühlt. Falls einer dort erhobenen Klage stattgegeben wird und der Verursacher die Behinderung nicht beendet, dürfen Retorsions- oder Antidumpingzölle erhoben werden.

## Gemeinsame Handelspolitik der EG
Die Mitgliedsstaaten der EG haben ihre gesetzgeberische Kompetenz in der Handelspolitik an die europäische Ebene abgegeben. Als Zollunion verfügt die EU über einen gemeinsamen Zolltarif gegenüber Drittländern. Art. 133 des EG-Vertrages gibt der Europäischen Gemeinschaft die Kompetenz, Maßnahmen zur Verfolgung einer einheitlichen europäischen Handelspolitik einzuleiten. Die Gemeinsame Handelspolitik besteht aus der autonomen Handelspolitik (interne Maßnahmen der EG: z. B. Anti-Dumping-Verordnung) und der vertraglichen Handelspolitik (Außenhandelsabkommen mit Drittstaaten). Die Europäische Kommission, beraten und unterstützt durch den 133er-Ausschuss, besitzt das Vorschlags- und Verhandlungsmonopol. Sie vertritt auch die EU-Staaten bei den Verhandlungen der WTO. Die Abkommen werden vom Rat geschlossen.